# Supercoppa europea 1996 (pallavolo maschile)
La Supercoppa europea di pallavolo maschile 1996 si è svolta dal 12 al 13 ottobre 1996 a Monaco di Baviera, in Germania: al torneo hanno partecipato 4 squadre di club europee e la vittoria finale è andata per la prima volta al Cuneo Volley Ball Club.

## Regolamento
Le squadre hanno disputato semifinali, finale per il terzo posto e finale.

## Torneo

### Tabellone
|  | Semifinali | Semifinali | Semifinali |        |       | Finale             | Finale             | Finale             |  |
|  |            |            |            |        |       |                    |                    |                    |  |
|  | Cuneo      | Cuneo      | 3          |        |       |                    |                    |                    |  |
|  | Cuneo      | Cuneo      | 3          |        |       |                    |                    |                    |  |
|  | Daytona    | Daytona    | 2          |        |       |                    |                    |                    |  |
|  | Daytona    | Daytona    | 2          |        | Cuneo | Cuneo              | 3                  |                    |  |
|  |            |            |            |        | Cuneo | Cuneo              | 3                  |                    |  |
|  |            |            | Dachau     | Dachau | 0     |                    |                    |                    |  |
|  | Dachau     | Dachau     | Dachau     | Dachau | 0     | 3                  |                    |                    |  |
|  | Dachau     | Dachau     |            |        |       | 3                  |                    |                    |  |
|  | Olympiakos | Olympiakos | 1          |        |       | Finale 3º/4º posto | Finale 3º/4º posto | Finale 3º/4º posto |  |
|  | Olympiakos | Olympiakos | 1          |        |       |                    |                    |                    |  |
|  |            |            |            |        |       |                    |                    |                    |  |
|  |            |            |            |        |       | Daytona            | Daytona            | 3                  |  |
|  |            |            |            |        |       | Daytona            | Daytona            | 3                  |  |
|  |            |            |            |        |       | Olympiakos         | Olympiakos         | 0                  |  |

### Risultati

#### Semifinali
| 12 ottobre 1996 - ore 18:00 Arena, Monaco di Baviera | Cuneo  | 3 - 2 | Daytona    | 12-15, 15-8, 15-11, 14-16, 18-16 |
| 12 ottobre 1996 - ore 21:00 Arena, Monaco di Baviera | Dachau | 3 - 1 | Olympiakos | 12-15, 15-2, 15-8, 15-6          |

#### Finale 3º posto
| 13 ottobre 1996 - ore 13:30 Arena, Monaco di Baviera | Daytona | 3 - 0 | Olympiakos | 15-11, 15-7, 15-4 |

#### Finale
| 13 ottobre 1996 - ore Arena, Monaco di Baviera | Cuneo | 3 - 0 | Dachau | 15-10, 15-9, 15-4 |